# San Diego Gulls (1966-1974)
I San Diego Gulls sono stati una squadra di hockey su ghiaccio militante nella Western Hockey League dal 1966 al 1974. Giocavano le partite interne alla San Diego Sports Arena.

## Storia
Willie O'Ree, il primo giocatore di colore a militare nella NHL, ha giocato coi Gulls dal 1967 al 1974.
Nel corso della sua esistenza i Gulls sono stati allenati da Max McNab (1966-1972) e da Jack Evans (1972-1974).
Nel 1974 chiuse le operazioni dopo che la franchigia WHA dei Jersey Knights venne spostata a San Diego, divenendo i San Diego Mariners.
Ad esclusione del suo primo anno, raggiunse sempre i play-off, ma non superò mai il primo turno.

### Affiliazioni
Nel corso della loro storia i San Diego Gulls sono stati affiliati alle seguenti franchigie della National Hockey League:
- Detroit Red Wings: (1967-1968)
- Detroit Red Wings: (1969-1971)
- Philadelphia Flyers: (1971-1974)
- Boston Bruins: (1973-1974)

## Record stagione per stagione
| San Diego Gulls |     |    |    |    |    |    |     |     |    |                                  |
| 1966-67         | WHL | 72 | 22 | 47 | 3  | 47 | 222 | 266 | 7° |                                  |
| 1967-68         | WHL | 72 | 31 | 36 | 5  | 67 | 241 | 236 | 3° | perde semifinali (Portland) 3-4  |
| 1968-69         | WHL | 74 | 33 | 29 | 12 | 78 | 273 | 260 | 3° | perde semifinali (Portland) 3-4  |
| 1969-70         | WHL | 72 | 33 | 29 | 10 | 76 | 263 | 242 | 3° | perde semifinali (Vancouver) 2-4 |
| 1970-71         | WHL | 72 | 33 | 27 | 12 | 78 | 248 | 223 | 3° | perde semifinali (Portland) 2-4  |
| 1971-72         | WHL | 72 | 32 | 31 | 9  | 73 | 241 | 243 | 4° | perde semifinali (Denver) 0-4    |
| 1972-73         | WHL | 72 | 32 | 29 | 11 | 75 | 239 | 223 | 3° | perde semifinali (Phoenix) 2-4   |
| 1973-74         | WHL | 78 | 40 | 33 | 5  | 85 | 278 | 281 | 3° | perde semifinali (Phoenix) 0-4   |

## Record della franchigia

### Singola stagione
Gol: 51  Len Ronson (1969-70)
Assist: 67  Gerry Goyer (1970-71)
Punti: 91  Gerry Goyer (1970-71)
Minuti di penalità: 169  Earl Heiskala (1971-72)

### Carriera
Gol: 206  Len Ronson
Assist: 210  Len Ronson
Punti: 416  Len Ronson
Minuti di penalità: 404  John Miszuk
Partite giocate: 446  Len Ronson